# Ингерман, Сергей Михайлович
Серге́й Миха́йлович Ингерма́н ( при рождении Герш-Изра́иль Те́велевич И́нгерман; 15 августа 1868, Каменец-Подольский - 18 февраля 1943, Нью-Йорк) — деятель российского и международного социалистического движения.

## Биография
Выходец из народовольцев. По профессии — врач. В 1883 году, после того, как завербованный полицией Дегаев выдал несколько сот членов организации, Ингерман уезжает из Одессы за границу, где во время обучения в университете в Берне сближается с Плехановым, Аксельродом и Засулич и в 1888 входит в группу «Освобождение труда».
В 1889 году Ингерман переезжает в США и становится членом Социалистической партии. В то же время Ингерман не теряет связи с российской социал-демократией, принимая участие в создании «Русского социал-демократического общества в Нью-Йорке». После раскола в РСДРП становится одним из активных противников большевизма. В 1905—1906 годах живёт в России. В 1907 году участвует в пятом съезде РСДРП в Лондоне.
По возвращении в США, особенно с началом первой мировой войны, был активным сторонником Плеханова. По его инициативе была создана русскоязычная социалистическая газета «Новый Мир».
После Октябрьской революции основал в США группу «плехановцев», поддерживая в РСДРП те течения, которые выступали против позиции мартовского руководства. Оказывал значительную финансовую помощь внепартийным правым изданиям — «Заре» и «Запискам социал-демократа». После смены руководства РСДРП содействовал сближению своей группы с общепартийной заграничной организацией.
Один из организаторов Американского Фонда помощи нуждающимся российским литераторам и ученым, помогавщего нуждающимся в Америке и Европе, через парижский Комитет помощи русским писателям и ученым во Франции.
Жена — Анна Самойловна Ингерман (Амитина) (ок. 1868 — 20.05.1943).